# Le Râle du flibustier
Le Râle du flibustier est le sixième tome de la série de bandes dessinées Lanfeust des Étoiles, paru en en décembre 2006. Scénarisée par Christophe Arleston et dessinée par Didier Tarquin, cette série est la suite directe de Lanfeust de Troy.

## Publication
- Soleil Productions, décembre 2006,  (ISBN 2-84946-641-7)